# Rhinocricus macassarensis
Rhinocricus macassarensis är en mångfotingart som beskrevs av Carl 1912. Rhinocricus macassarensis ingår i släktet Rhinocricus och familjen Rhinocricidae. Inga underarter finns listade i Catalogue of Life.